# Aethel Mining
A Aethel Mining é uma multinacional de base tecnológica no ramo da mineração. A empresa detida por Ricardo Santos Silva e Aba Schubert faz parte do Aethel Group e opera a concessão das Minas de Ferro em Torre de Moncorvo, em Portugal, o segundo maior depósito de ferro da Europa.
A exploração da mina esteve parada cerca de 37 anos e a sua reativação tem sido um desígnio há muito defendido pela autarquia local.
No início de novembro de 2019, a Direção-Geral de Energia e Geologia (DGEG) autorizou o “controlo da mina” de ferro de Torre de Moncorvo pela Aethel Mining, suas actividades de exploração tiveram início no dia 19 de Junho de 2020, embora inicialmente fossem para ter inicio no dia 1 de Março de 2020. A empresa alcançou concentrações de 67,8% de ferro em testes de laboratório e de ensaio e estima que irá extrair cerca de 300 000 toneladas de ferro até ao final de 2020. O valor do projeto não vem só do seu potencial económico, mas também da criação de vários postos de trabalho diretos e indiretos e diferencia-se dos seus pares pelo “pleno uso da sua visão de sustentabilidade e sensibilidade ambiental” e da potencialidade de colocar Portugal numa posição de liderança na mineração Europeia.